# Лопес-де-Микай
Ло́пес-де-Ми́кай (исп. López de Micay) — город и муниципалитет на юго-западе Колумбии, на территории департамента Каука. Входит в состав Западной провинции.

## История
Поселение, из которого позднее вырос город, было основано 1 ноября 1910 года. Муниципалитет Лопес-де-Микай был выделен в отдельную административную единицу в 1911 году.

## Географическое положение

Муниципалитет Лопес-де-Микай

Город расположен в северо-западной части департамента, в пределах Тихоокеанской низменности, на правом берегу реки Сан-Хуан-де-Микай, на расстоянии приблизительно 79 километров к северо-западу от города Попаян, административного центра департамента. Абсолютная высота — 36 метров над уровнем моря.
Муниципалитет Лопес-де-Микай граничит на северо-востоке с территорией муниципалитета Буэнос-Айрес, на востоке — с муниципалитетами Суарес и Моралес, на юго-востоке — с муниципалитетом Эль-Тамбо, на юго-западе — с муниципалитетом Тимбики, на севере — с территорией департамента Валье-дель-Каука, на западе омывается водами Тихого океана. Площадь муниципалитета составляет 3241 км².
Лопес-де-Микай является одним из наиболее влажных мест на Земле. Среднегодовое количество осадков здесь составляет 12 177 мм, что может быть мировым рекордом, хотя по другим источникам держателем этого рекорда является другой колумбийский город, Льоро́ (13 300 мм) 

## Население
По данным Национального административного департамента статистики Колумбии, совокупная численность населения города и муниципалитета в 2015 году составляла 20 316 человек.
Динамика численности населения муниципалитета по годам:
| 2005   | 2006   | 2007   | 2008   | 2009   | 2010   | 2011   | 2012   | 2013   | 2014   | 2015   |
| ------ | ------ | ------ | ------ | ------ | ------ | ------ | ------ | ------ | ------ | ------ |
| 19 326 | 19 400 | 19 480 | 19 565 | 19 656 | 19 752 | 19 854 | 19 961 | 20 074 | 20 193 | 20 316 |

Согласно данным переписи 2005 года мужчины составляли 49,6 % от населения Лопес-де-Микая, женщины — соответственно 50,4 %. В расовом отношении негры, мулаты и райсальцы составляли 97,9 % от населения города; белые и метисы — 2,1 %.
Уровень грамотности среди всего населения составлял 79,4 %.

## Экономика
90,9 % от общего числа городских и муниципальных предприятий составляют предприятия торговой сферы, 9,1 % — предприятия сферы обслуживания.